# Geschichte Guatemalas
Die Geschichte Guatemalas umfasst die Entwicklungen auf dem Gebiet der Republik Guatemala von der Urgeschichte bis zur Gegenwart. Das Gebiet Guatemalas war Siedlungsgebiet der Maya. Im 16. Jahrhundert wurde es Teil des spanischen Kolonialreiches. Nach dem Ende der Kolonialzeit im 19. Jahrhundert wurde es 1839 eine selbständige Republik.

## Maya

### Präklassische Periode

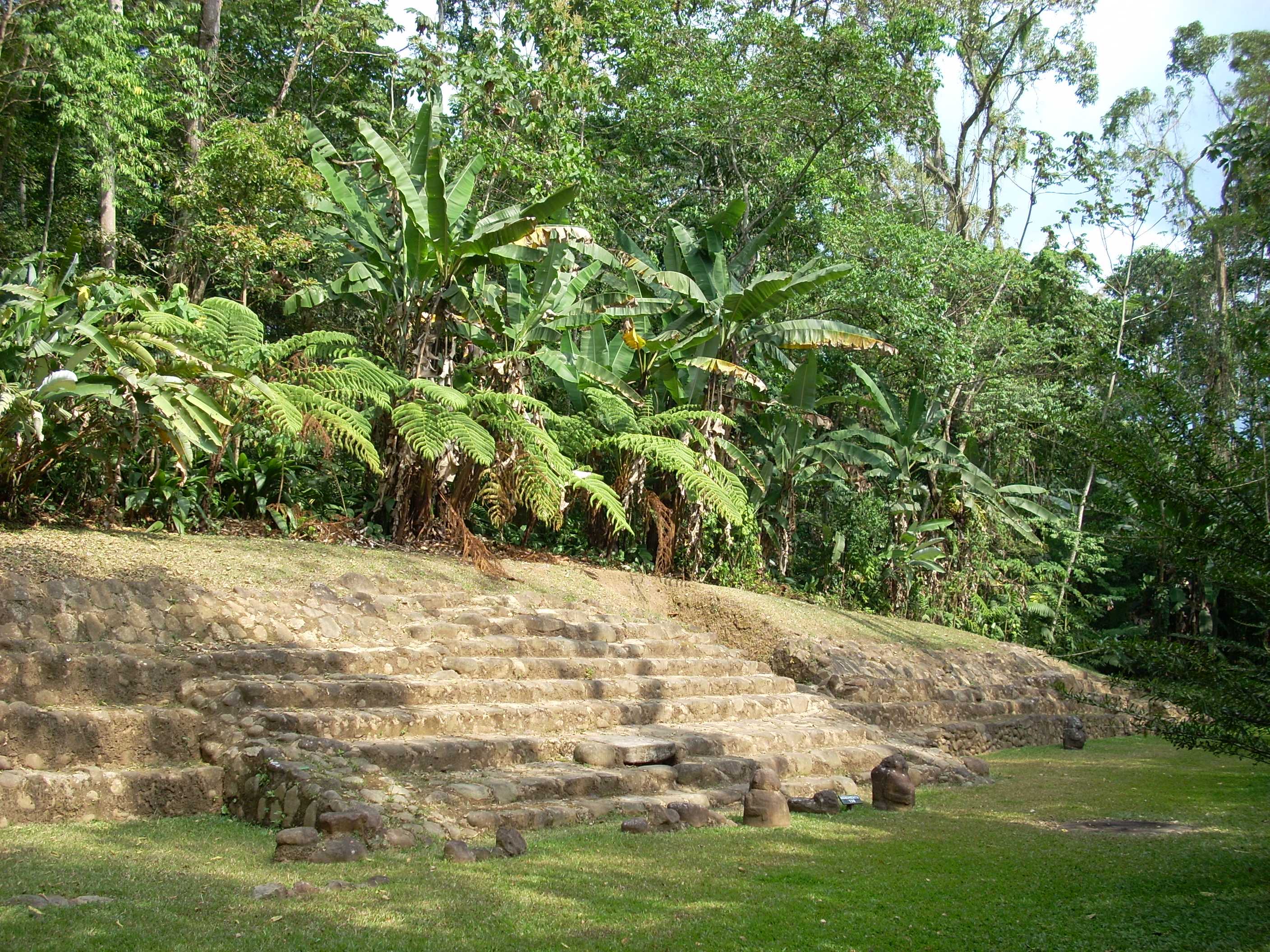
Takalik Abaj

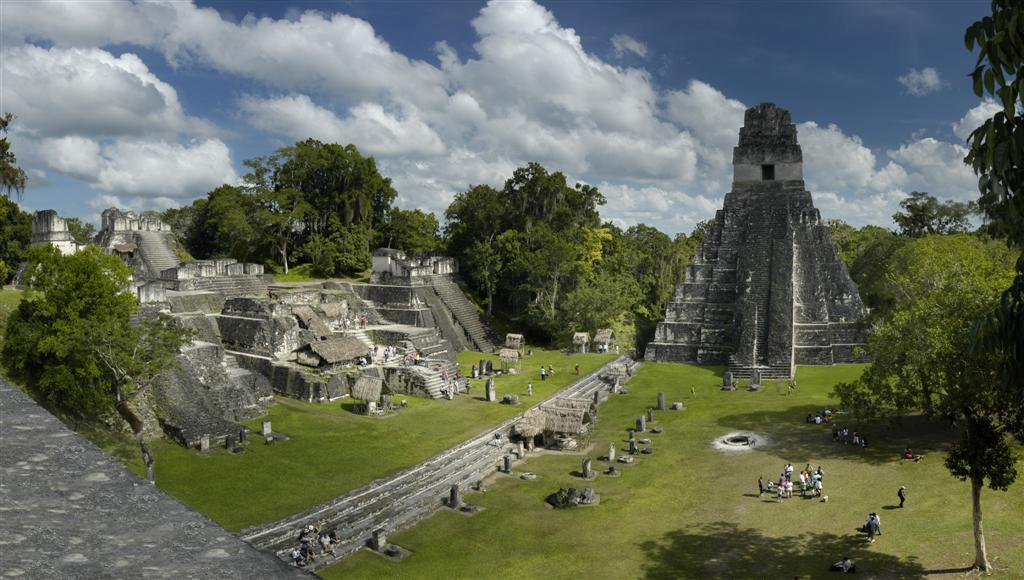
Tikal

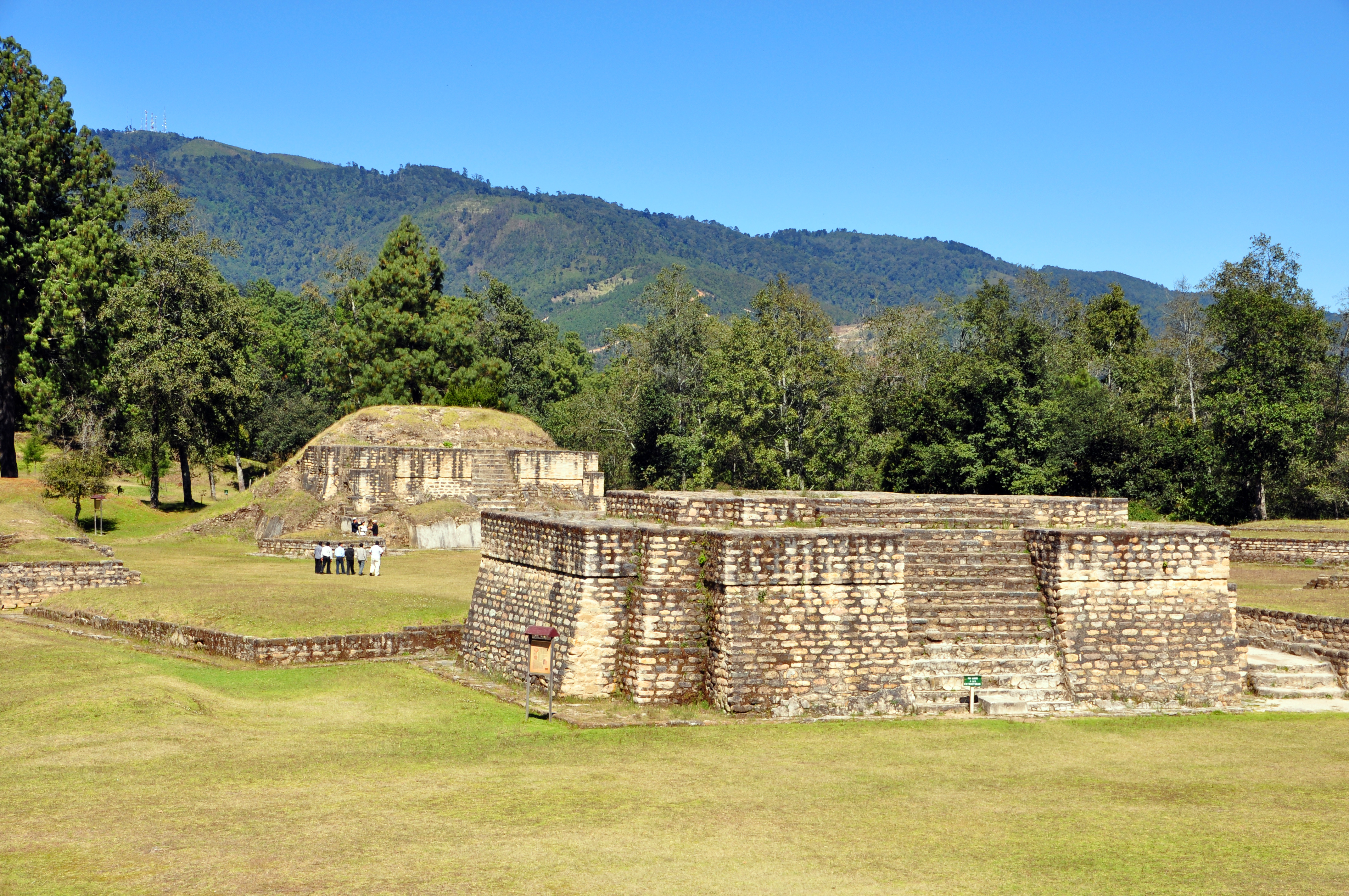
Iximché

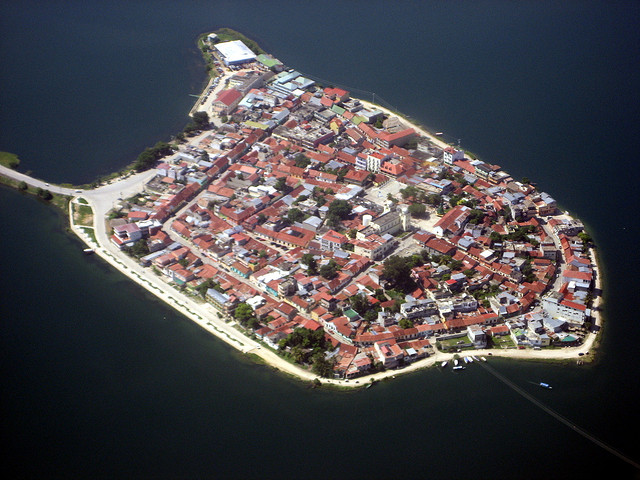
Die Stadt Flores wurde auf den Trümmern von Tayasal errichtet

Erste Besiedlungsspuren durch die Maya im Gebiet des heutigen Guatemala lassen sich bereits für die Mitte des zweiten Jahrtausends vor Christus nachweisen. Entsprechende archäologische Befunde finden sich sowohl im nordöstlichen Tiefland Guatemalas, im heutigen Departamento Petén, als auch im Hochland, beispielsweise auf dem Gebiet der heutigen Hauptstadt Guatemala-Stadt. Mit dem Übergang von der frühen zur mittleren präklassischen Periode der Mayakultur entstanden die ersten urbanen Zentren. Die nach derzeitigem Stand der Forschung älteste größere Mayastadt war Nakbé, das sich im Norden des Departamento Petén nahe der Grenze zu Mexiko befindet. Hier begann die architektonische Entwicklung um das Jahr 1000 v. Chr. und die Stadt erlebte ihre Blüte in der Zeit von etwa 800 bis 400 v. Chr. Parallel dazu und von den Anfängen her nur unwesentlich später als Nakbé entwickelten sich auch im westlichen guatemaltekischen Küstentiefland in den heutigen Departamentos Retalhuleu und Suchitepéquez Städte, von denen Takalik Abaj und Chocolá besondere Bedeutung erlangten, und im zentralen Hochland, auf dem Gebiet der heutigen Hauptstadt, die Stadt Kaminaljuyú. Takalik Abaj, das anfangs noch unter dem Einfluss der Olmeken stand, und Chocolá verdankten ihre Bedeutung wohl in erster Linie dem Anbau von Kakao, Kaminaljuyú seiner strategischen Lage an der Handelsroute von der Pazifikküste zum Kernland der Maya im Tiefland von Petén. Dort im nordöstlichen Tiefland folgte mit El Mirador, Uaxactún, Tikal, Seibal, Cival und anderen schon bald eine Reihe weiterer Städte, die in der Zeit der späten Präklassik ab etwa 400 v. Chr. bedeutende Zentren wurden. In diesen Städten bildeten sich Herrschereliten heraus, so dass sie sich zu Stadtstaaten entwickelten.

### Klassische Periode
Insbesondere Tikal hatte bereits in der präklassischen Zeit die Rolle einer regionalen Hegemonialmacht im Nordosten des heutigen Guatemala eingenommen. Und während die meisten Städte der präklassischen Periode bis zum Ende des 2. Jahrhunderts nach Christus aus bislang ungeklärten Gründen vom Großteil ihrer Bevölkerung verlassen wurden und in die Bedeutungslosigkeit versanken, überlebte Tikal diese Phase und blieb auch in der klassischen Periode die vorherrschende Macht im südöstlichen Teil Mesoamerikas. Dabei geriet es jedoch zeitweilig in die Abhängigkeit von Stadtstaaten auf dem Gebiet des heutigen Mexiko. So eroberte im Jahr 378 eine Armee der im zentralmexikanischen Hochland gelegenen Stadt Teotihuacán Tikal, wobei der damalige Herrscher getötet und ein neuer eingesetzt wurde. Die von den Eroberern eingesetzte Herrscherdynastie verschmolz allerdings schon bald mit der alten und Tikal behielt seine vorherrschende Stellung in der Region bei. Bedeutender war ein Konflikt mit der auf der Halbinsel Yucatán im heutigen mexikanischen Bundesstaat Campeche gelegenen Stadt Calakmul. Diese hatte sich ab dem Jahr 546 zunehmend in die inneren Angelegenheiten von Stadtstaaten eingemischt, die eigentlich im Machtbereich von Tikal lagen. Die Intervention Calakmuls in einen Konflikt zwischen Tikal und seinem Vasallen Caracol zugunsten Caracols im Jahre 562 mündete schließlich in einem offenen Krieg. Tikal wurde vernichtend geschlagen und durchlebte infolgedessen eine mehr als hundert Jahre andauernde Schwächephase. Der Grund für die Niederlage Tikals dürfte unmittelbar mit dem zeitgleichen Niedergang Teotihuacáns zusammengehangen haben, mit dem es seit dem 4. Jh. verbündet war. Erst im Jahr 695 gelang es Tikal, seinerseits Calakmul zu erobern und seine alte Machtposition wiederzuerlangen. In den folgenden gut hundert Jahren erlebte Tikal seine größte Blütezeit. Zu dieser Zeit lebten vermutlich etwa 50.000 Menschen im Stadtkern und etwa 200.000 Menschen in der Metropolregion von Tikal (eine Größe, die wohl kaum eine Stadt in Europa zu dieser Zeit erreichte). Die Ausgrabungen in Tikal haben bislang etwa 3000 Gebäude, darunter mehrere Tempelpyramiden, zutage gefördert, die sich über eine etwa 15 km² große Fläche ausbreiten. Aus bis heute nicht abschließend geklärten Gründen verließen die Maya das Gebiet jedoch etwa im 10. Jh. Nach der vorherrschenden Theorie waren Klimaveränderungen, Dürren und ökologische Zerstörungen die Ursache.

### Postklassische Periode
In der Folge entstanden im Hochland im Süden des heutigen Guatemala kleinere Reiche, die nun mehr den Charakter von Flächenstaaten annahmen. Zu erwähnen sind vor allem die Reiche der Quiché mit der Hauptstadt Q'umarkaj (Utatlán), der Tzutuhil um den Atitlán-See sowie der Cakchiquel mit der Hauptstadt Iximché. Diese drei Reiche hatten einen gemeinsamen Ursprung. Sie entstanden, als um das Jahr 1200 n. Chr. herum ein fremdes Volk vom Golf von Mexiko her entlang des Río La Pasión in das guatemaltekische Hochland vordrang und die dort lebenden Quiché Maya unterwarf. Bei den Eroberern handelte es sich vermutlich um ein Nahua-Volk. Dieses bestand aus sieben Clans: den Begründern der drei Abstammungslinien der Quiché (Nima K’iche‘, Tamub und Ilok’ab), den Vorfahren der Cakchiquel, der Tzutuhil und der Rabinal, sowie einem siebten Clan namens Tepew Yaki. Nachdem die genannten Reiche aufgrund ihres gemeinsamen Ursprungs anfangs eng miteinander verbunden waren, entfremdeten sie sich mit der Zeit und lieferten sich angesichts der zunehmenden Expansionsbestrebungen des Quiché-Reiches diverse kriegerische Auseinandersetzungen. Neben den vorgenannten Reichen war im guatemaltekischen Hochland noch das der Mam mit der Hauptstadt Zaculeu sowie das der Pocomam mit der Hauptstadt Mixco Viejo von Bedeutung.
Auch im nordöstlichen Tiefland von Guatemala kam es noch einmal zur Bildung von Mayastaaten, als sich zunächst Ende des 12. Jh. die Itzá und in der ersten Hälfte des 14. Jh. die Ko’woj von Yucatán aus nach Süden zurückzogen. Die Itzá siedelten sich im Gebiet des Petén-Itzá-Sees an und errichteten ihre neue Hauptstadt Tayasal auf einer Insel in diesem See. Die Ko’woj ließen sich etwas weiter östlich nieder. Ihre Hauptstadt befand sich zunächst bis etwa 1450 in Topoxté und später in Zacpetén.

## Kolonialzeit

### Conquista
1511 landeten die Spanier in Südamerika und eroberten 1524 unter Pedro de Alvarado von Mexiko aus die genannten Reiche im Hochland. Dabei kam Pedro de Alvarado der Umstand zugute, dass sich die Cakchiquel zu dieser Zeit im Konflikt mit den Quichés und den mit diesen verbündeten Tzutuhil befanden. So riefen die Cakchiquel die Spanier zu Hilfe und unterwarfen mit diesen gemeinsam die Quiché, verloren zugleich aber auch ihre eigene Unabhängigkeit. Anführer der Quiché im Kampf gegen die Spanier und die Cakchiquel war Tecun Uman, der bis heute insbesondere von großen Teilen der indigenen Bevölkerung Guatemalas als ein Nationalheld verehrt wird. Nach Unterwerfung der Quiché errichteten die Spanier in unmittelbarer Nachbarschaft von Iximché, der alten Hauptstadt der Cakchiquel, ihren ersten Verwaltungssitz, das heutige Tecpan. Während Pedro de Alvarado gegen die Reiche im südlichen Hochland Guatemalas zog, nahm der Eroberer Mexikos, Hernán Cortés, den Weg weiter nördlich vom Golf von Mexiko über das Gebiet um den Petén-Itzá-See zum Golf von Honduras. Auf diesem Weg kam er auch durch das Reich der Itzá und traf in Tayasal mit deren Herrscher (Halach Huinik) Ah Kaan Ek zusammen, mit dem er eine katholische Messe feierte. Er unternahm aber keinen Versuch, die Itzá zu unterwerfen. In der Folge blieben die Itzá und Ko'woj in Petén noch über 150 Jahre fast unbehelligt durch die Spanier. Lediglich im Jahr 1618 besuchten zwei Franziskanerbrüder Taysal, wobei sie unter anderem feststellten, dass das von Cortés errichtete Kreuz noch stand. Erst ab Mitte der 1680er Jahre gab es ernsthafte Versuche, sie zu unterwerfen, die zunächst aber scheiterten. Im Jahr 1697 gelang es schließlich dem Gouverneur von Yucatán, Martín de Urzúa y Arizmendi, Tayasal als letzte noch freie Maya-Stadt zu erobern. Die schwer zugängliche Westküste des Golfes von Honduras wurde 1527 von Francisco de Montejo und 1531 von Alonso Dávila erkundet.

### Kolonialherrschaft
Das Land wurde Teil des 1535 gegründeten Vizekönigreiches Neuspanien, wobei sich die 1524 erbaute Stadt Ciudad Vieja zu einem regionalen Verwaltungszentrum des Generalkapitanats Guatemala entwickelte. Die Stadt wurde 1542 durch Überschwemmungen und ein Erdbeben zerstört, so dass der Sitz der Regionalregierung 1543 nach Santiago de los Caballeros (das heutige Antigua) verlegt werden musste. Da auch diese Stadt 1773 zerstört wurde, musste erneut ein neuer Verwaltungssitz gefunden werden; seit 1776 befand sich aber die regionale Verwaltung im heutigen Guatemala-Stadt.
Der Handel mit den Indianern sowie die Ausbeutung der geringen Bodenschätze war kaum ertragreich. Dennoch richteten die Kolonialherren ein System aus großen weltlichen und kirchlichen Gutshöfen mit Ureinwohnern als Arbeitskräften ein, welche bis zu den spanischen Gesetzen zum Schutz der Indigenen Mitte des 16. Jahrhunderts einen sklavenähnlichen Status hatten. Schätzungen gehen davon aus, dass die Kolonisierung zu einem Bevölkerungsrückgang im guatemaltekischen Hochland von 800.000 am Anfang des 16. Jahrhunderts bis auf rund 100.000 in dessen Mitte führte. Erst im 17. Jahrhundert erhielt das Gebiet des heutigen Guatemala eine gewisse Bedeutung für die Gewinnung der Farbstoffe Karmesin und Indigo, später auch als Anbaugebiet von Zucker, Kakao, Baumwolle und Tabak.
Die Spanier konnten nicht verhindern, dass sich 1639 die Briten in Britisch-Honduras (später: Belize) festsetzten, woraus sich ein Streit entwickelte, der zwischen beiden Gebieten bis heute andauert.
1784 schaffte die spanische Krone das immer ineffizienter werdende Abgabensystem für indigene Dörfer ab. Ebenfalls Ende des 18. Jahrhunderts setzte eine vor allem von der kreolischen Bevölkerung getragene Unabhängigkeitsbewegung ein. Kurz darauf begann sich in der spanischstämmigen Oberschicht eine politische Spaltung in eine liberale Händlerfraktion und eine konservative, dem Klerus und der spanischen Regierung nahestehende Strömung zu etablieren. Der liberale Flügel unterstützte die beginnende Unabhängigkeitsbewegung. Auch Indianeraufstände in Teilen des Landes, die napoleonische Besetzung Spaniens und die Unabhängigkeitsbewegung im übrigen Lateinamerika schwächten die spanische Kolonialherrschaft.

## Unabhängigkeit
Am 15. September 1821 erklärte sich Guatemala unabhängig, was Spanien kampflos akzeptierte, und schloss sich zunächst auf Betreiben Gabino Gaínzas dem gerade unabhängig gewordenen Kaiserreich Mexiko an. Nach der Trennung von Mexiko 1823 trat es der Zentralamerikanischen Konföderation bei. Diese Konföderation, die vom Liberalen Francisco Morazán geführt wurde, stieß jedoch auf den Widerstand konservativer Sezessionsbestrebungen in Guatemala, Honduras, El Salvador, Nicaragua und Costa Rica und zerbrach im Verlauf des Krieges 1838–1840. So erreichte Guatemala, das sich 1839 zur Republik erklärt hatte, die Eigenstaatlichkeit. De facto wurde der junge Rafael Carrera, der die Rebellion gegen die Konföderation in Guatemala an der Spitze einer von der katholischen Kirche unterstützten konservativen Bewegung angeführt hatte, der starke Mann des Landes.

## 19. Jahrhundert
Guatemala wurde meist von Diktatoren aller politischen Richtungen (so genannten Caudillos) regiert, die ihre jeweilige Macht durch die Unterstützung des Militärs erhielten. Der klerikal-konservative und aus einfachsten Verhältnissen stammende Rafael Carrera wurde 1844 im Alter von 30 Jahren zum Präsidenten gewählt. Wegen seiner Erfolge im Kampf mit der Konföderationsregierung war er sehr populär und mit der Wahl wurde seine Stellung als „starker Mann“ institutionalisiert. 1845 schlug er einen Restaurationsversuch von Konföderierten nieder. 1851 besiegte er erneut konföderierte Truppen, die von El Salvador und Honduras aus operierten, bei La Arada. 1854 wurde er Präsident auf Lebenszeit.
In der Mitte des 19. Jahrhunderts setzte eine schwere Wirtschaftskrise ein. Wichtiger Grund war die Entwicklung synthetischer Farbstoffe, die die Haupt-Exportprodukte Karmin und Indigo entwertete. Auch als Folge dieser Krise begann sich eine liberale Opposition zu bilden.
Carrera schloss 1859 den Vertrag zur Festlegung der Grenze mit Belize. 1863 erlitt Guatemala in einem Krieg mit dem Nachbarn El Salvador eine demütigende Niederlage bei Coatepeque und verbündete sich in der Folge mit Costa Rica, während El Salvador eine Allianz mit Nicaragua und Honduras einging. Bei einem erneuten Feldzug gelang Carrera ein Sieg und die Einnahme San Salvadors, was die Vorherrschaft Guatemalas in Mittelamerika festigte. Carrera bestimmte die guatemaltekische Politik bis zum Jahre 1865, als er das Präsidentenamt abgab. Gewählt wurde der von ihm bevorzugte Kandidat, General Vincente Cerna.
1871 führte Justo Rufino Barrios eine „liberale Revolution“ gegen Cerna an. Zunächst wurde sein Mitstreiter Garcia Granados Präsident, der aber im Juni 1873 stürzte, so dass Barrios zum neuen Präsidenten erklärt wurde. Barrios organisierte die Modernisierung des Landes und sorgte unter anderem für Presse- und Religionsfreiheit, Kirchenbesitz wurde verstaatlicht. Guatemala erhielt erste Eisenbahnlinien und ein Telegraphennetz sowie eine landesweite Schulversorgung. 1879 erhielt Guatemala zudem erstmals eine eigene Verfassung, nachdem die konservativen Vorgänger diktatorisch auf dem Verordnungswege regiert hatten.
Barrios verbesserte den Handel und ließ neue Feldfrüchte anbauen. Während seiner Regierungszeit wurde Kaffee zum wichtigsten Anbauprodukt. In geringerem Umfang begann auch der Plantagen-Anbau von Bananen. Insbesondere deutsche und US-amerikanische Investoren unterstützten den Aufbau dieser Wirtschaftszweige. Die indigene Bevölkerung wurde zur Arbeit auf Latifundien gepresst, die Plantagenflächen wurden zu einem großen Teil aus säkularisiertem Kirchenland sowie aus bisherigen indianischen Almenden gewonnen. Das in dieser Zeit geschaffene, großformatige Gutssystem prägt die guatemaltekische Landwirtschaft bis heute.
Barrios hatte Bestrebungen, Zentralamerika wieder zu vereinen, und führte das Land in einen erfolglosen Krieg gegen El Salvador. Er starb 1885 in der Schlacht von Chalchuapa. Auf die kurze Übergangsregierung von Alejandro Sinibaldi (er amtierte zwei Wochen) folgte Manuel Lisandro Barillas Bercián. Er wurde 1886 offiziell zum Staatspräsidenten gewählt und setzte während seiner bis 1892 dauernden Amtszeit die von Barrios eingeleiteten Reformen fort.
Sein liberaler Nachfolger José María Reina Barrios (genannt Reinita) hatte mit wachsendem Widerstand von Seiten des Großgrundbesitzes zu kämpfen und sorgte im Übrigen für eine Neugestaltung der Hauptstadt nach Pariser Vorbild. Die Umsetzung dieser Pläne verschlang allerdings hohe Summen und löste eine starke Inflation aus, so dass er bald sehr unpopulär wurde. Reina Barrios fiel 1898 einem Attentat zum Opfer.

## 20. Jahrhundert
Auch das 20. Jahrhundert war politisch geprägt durch Diktatoren und zum Teil erfolgreiche Putschversuche. Bemerkenswert ist die dreijährige Regierungszeit von 1951 bis 1954 unter Jacobo Árbenz Guzmán, die dieses Mal nahezu offensichtlich durch Intervention der USA beendet wurde, um keinen Dominostein in ihrem Hinterland  fallen zu sehen. Die Regierungen im Einzelnen:

### Von Estrada bis Árbenz
Manuel Estrada Cabrera, der 1898 zum Präsidenten gewählt wurde, holte US-Investoren ins Land und enteignete 1917 deutsches Vermögen. Seine Herrschaft galt als nahezu diktatorisch, so dass sich auch gegen ihn Widerstand erhob. Eine Revolte im Jahr 1906, die durch Nachbarstaaten unterstützt wurde, schlug er nieder, zumal er sich mit dem mexikanischen Diktator Porfirio Díaz verbündete. In seiner Amtszeit etablierte sich 1901 die US-amerikanische United Fruit Company zur einflussreichsten Kraft im Staat. 1902 richtete ein Vulkanausbruch nahe der Stadt Quetzaltenango schwere Schäden an. 1916 und 1917 wurde die Hauptstadt durch zwei Erdbeben weitgehend verwüstet.
1920 erklärte die Nationalversammlung Estrada für amtsunfähig. Seine Nachfolger wurden Carlos Herrera y Luna, der lediglich bis 1922 regierte, José María Orellana Pinto (1922 bis 1926) und Lázaro Chacón González (1926 bis 1930). Sie setzten die US-freundliche Politik Estrada Cabreras fort. Zugleich wurde die panamerikanische Zusammenarbeit intensiviert (1928: Kongress von Havanna). In dieser Phase begannen sich oppositionelle gesellschaftliche Gruppen erstmals zu organisieren. Mehrere Gewerkschaften, ein landesweiter Studentenverband und eine Volkshochschul-Bewegung nahmen ihre Arbeit auf.
1930 war die Nachfolge von Chacón umstritten. Zunächst amtierte Baudilio Palma, der aber im November bereits nach wenigen Tagen von General Manuel María Orellana Contreras gestürzt wurde. Seine Machtergreifung wurde allerdings von den USA nicht anerkannt, so dass auch er nach kurzer Zeit zurücktreten musste. Es folgte die, ebenfalls kurze, Amtszeit von José María Reina Andrade. Erst die Wahl von Jorge Ubico und dessen Amtseinführung im Februar 1931 sorgte wieder für eine kontinuierliche Staatsführung. Von 1929 an wurde Guatemala zudem schwer von der Weltwirtschaftskrise getroffen. Sie führte zu einem weitgehenden Zusammenbruch des Exports.
General Jorge Ubico Castañeda wurde 1931 als Vertreter der liberal-progressiven Partei in einer vermutlich manipulierten Wahl gewählt, entwickelte sich aber bald zum Diktator, unter dem Intellektuelle, Journalisten und Schriftsteller, die seine Regierungsweise kritisierten, verfolgt wurden. Zudem wurde ein allgemeines Zwangsarbeitssystem für die indigene Bevölkerung in Kraft gesetzt. Als die populäre Künstlerin María Chinchilla dem staatlichen Terror 1944 zum Opfer fiel und auch der Politiker Juan José Arévalo inhaftiert wurde, kam es zu einem Generalstreik und am 20. Oktober 1944 zu einem von der Armee geführten Umsturz, Ubico musste in die USA flüchten. Es folgte eine Militärjunta aus drei Generälen (Juan Federico Ponce Vaidez, Eduardo Villagrán Ariza und Buenaventura Pineda), von denen Ponce Vaidez das Amt des Staatsoberhaupts erlangte. Auf Ponce Vaidez folgte Jacobo Árbenz Guzmán.
Die erste Amtszeit von Árbenz betrug nur wenige Monate. In dieser Zeit wurden allerdings mit einer neuen Verfassung die Weichen für eine liberalere Staatsorganisation gestellt.
Das aktive und passive Frauenwahlrecht entwickelte sich in mehreren Stufen zwischen 1945 und 1985: Die Verfassung von 1879 hatte das direkte aktive Wahlrecht festgelegt. Es galt für alle männlichen Alphabeten über 21 Jahre bzw. für diejenigen Männer, die über ein Amt, eine Rente oder sonstiges Einkommen verfügten. […] Mit der Verfassung von 1945 und dem Wahlgesetz von 1946 wurde das Frauenwahlrecht eingeführt; allerdings unterschied man verschiedene Ebenen des Wahlrechts: Für männliche Alphabeten über 18 Jahre bestand Wahlpflicht, wohingegen das geheime Wahlrecht für weibliche Alphabeten optativ war; für männliche Analphabeten war die Wahl geheim, aber öffentlich. 1956 wurde die geheime Wahl bei Wahlpflicht für Männer und Frauen eingeführt, die des Lesens und Schreibens mächtig waren; für männliche Analphabeten bestand keine Wahlpflicht; weibliche Analphabeten durften nicht wählen. Auch das passive Frauenwahlrecht wurde erst nach Jahrzehnten im selben Umfang wie das Wahlrecht für Männer erreicht: Ein eingeschränktes passives Frauenwahlrecht, das Frauen ausschloss, die nicht lesen und schreiben konnten, wurde 1946 eingeführt. Auch nach den rechtlichen Veränderungen 1956 durften Analphabetinnen nicht gewählt werden. Die Verfassung von 1965 dehnte das passive Wahlrecht zwar auf alle Bürgerinnen und Bürger aus, aber für Frauen, die nicht lesen und schreiben konnten, war die Stimmabgabe immer noch nicht verpflichtend. Erst die Verfassung von 1985 stellte bei den Bedingungen für das Wahlrecht vollständige Gleichheit zwischen Frauen und Männern her.
Juan José Arévalo Bermejo wurde 1945 bei der ersten freien Wahl in Guatemala überhaupt zum Präsidenten gewählt, nachdem er aus dem Exil zurückgekehrt war. Sein Reformprogramm des „geistigen Sozialismus“ (auch Arévalismo) wurde besonders von den USA mit Argwohn begleitet, tatsächlich hielten sich aber die konkreten wirtschaftlichen Änderungen in Grenzen. Immerhin sorgte die freie Meinungsäußerung der Linken nach den Jahren der Diktatur für ein offeneres politisches Klima in Guatemala. Ein Sozialversicherungssystem wurde eingeführt, ebenso eine moderne Arbeitsgesetzgebung, die das Zwangsarbeitssystem für Indianer abschaffte. Die Banken wurden unter Staatsaufsicht gestellt, den Gemeinden Selbstverwaltungsrechte zugestanden, die Alphabetisierung gefördert. Insbesondere blieb eine Reform der Landverteilung aus. Lediglich die kurz zuvor im Krieg enteigneten Ländereien aus deutschem Eigentum wurden verstaatlicht. Angesichts der Wirtschaftsreformen zogen sich zahlreiche ausländische Investoren zurück, was zu Krisen der guatemaltekischen Wirtschaft führte. Während Arévalos Regierungszeit gab es 32 Putschversuche.
Wie erst 2010 bekannt wurde, unternahm der US-amerikanische Arzt John Charles Cutler in der Zeit von 1946 bis 48 geheim gehaltene Menschenversuche mit Syphilis.
Nach Arévalo wurde 1951 Jacobo Árbenz Guzmán zum Präsidenten gewählt. Er setzte die Reformen seines Vorgängers fort. Der Arbeitsbeschaffung und der Verbesserung der Infrastruktur dienten der Bau der ersten Autobahn und eines großen Wasserkraftwerks. Beide Projekte liefen den Interessen mehrerer US-Firmen entgegen. Árbenz' Hauptaugenmerk lag aber auf einer Agrarreform, die den Kleinbauern zugutekam und eine Diversifizierung der Agrarproduktion zum Ziel hatte. Die Legalisierung der linken Arbeiterpartei beförderte dabei die Durchsetzung der Interessen von Bauern und Arbeitern. Die USA reagierten auf diese Entwicklung mit zunehmender Sorge um ihren Einfluss im Land, zumal Árbenz entschlossen war, auch die United Fruit teilweise zu enteignen. United Fruit war zu dieser Zeit der größte private Landbesitzer in Guatemala. Das 1952 zustande gekommene Landreformgesetz gab der Regierung die Möglichkeit, Brachland unter bestimmten eng gefassten Bedingungen gegen Zahlung einer Entschädigung an Kleinbauern zu übertragen.
United Fruit war mit einer Brachquote von 85 Prozent einer der Hauptbetroffenen des neuen Gesetzes. Als die Regierung eine Entschädigung von drei Dollar pro Acre anbot, dem Wert wie er von United Fruit in der Steuererklärung angegeben worden war, machte das Unternehmen geltend, dass das Land tatsächlich 75 Dollar pro Acre wert sei. Mit Hilfe ausgezeichneter Kontakte zur US-Regierung (der Bruder des United-Fruit-Präsidenten war im US-Außenministerium für Lateinamerika zuständig, der Außenminister selbst hatte für United Fruit gearbeitet und dessen Bruder war sowohl Direktor der CIA als auch im Vorstand des Unternehmens) startete United Fruit in den USA eine Public-Relations-Kampagne gegen Árbenz: Es sollte der Eindruck erweckt werden, dass Guatemala Gefahr lief, ein Satellitenstaat unter sowjetischer Führung zu werden. Die US-Politiker und United Fruit entschlossen sich daher, konservative Kräfte zu unterstützen, die sich den Sturz Árbenz' zum Ziel gesetzt hatten: Die so genannte Operation PBSUCCESS wurde von der CIA unterstützt, mit deren Hilfe eine kleine „Befreiungsarmee“ unter Colonel Carlos Castillo Armas von Honduras aus in Guatemala einfiel und die Regierung stürzte. Dem Coup waren Bombardierungen durch US-Piloten auf Guatemala-Stadt vorausgegangen.

### Die Militärdiktaturen in der zweiten Hälfte des 20. Jhd.
Auf Árbenz Guzmán folgte eine Reihe von Militärregimes, unter deren Herrschaft 150.000 bis 250.000 Guatemalteken ums Leben kamen. Carlos Castillo Armas (1954–57) verkündete eine neue Verfassung, die die Reformen der beiden Vorgängerregierungen rückgängig machte und seine eigene autoritäre Regierung legitimieren sollte. Wie bereits in den 1930er Jahren wurde die linke Opposition verfolgt. Die Auslandsinvestitionen stiegen wieder an und die Landwirtschaft wurde noch stärker auf die Exportproduktion ausgerichtet. Castillo kam bei einem Attentat ums Leben. Sein Nachfolger Luis Arturo González López regierte nur wenige Monate, da er im Oktober 1957 starb. Darauf folgte zunächst eine mehrköpfige Militärjunta, innerhalb der sich Guillermo Flores Avendaño schnell durchsetzte. Tatsächlich war er aber nur Übergangspräsident bis zu den Wahlen von 1958, deren Verlauf und Ergebnis vom rechten Lager massiv beeinflusst wurde.
José Miguel Ramón Idígoras Fuentes (1958 bis 1963) unterstützte als Verbündeter der USA den fehlgeschlagenen Invasionsversuch von Exilkubanern in der Schweinebucht. 1960 scheiterte ein Putschversuch, an dem rund ein Drittel der Militärführung des Landes beteiligt war. Aus ihren Reihen ging der später einflussreiche Guerillaführer Luis Augusto Turcios Lima in den Untergrund. Seit 1962 betrieb die Linksopposition in Guatemala vermehrt einen Guerillakampf. Als sich bei der für 1963 angesetzten Wahl ein erneuter deutlicher Sieg Juan José Arévalos abzeichnete, putschte am 30. März 1963 das Militär und rief Verteidigungsminister Enrique Peralta Azurdia zum Präsidenten aus. Guatemala erhielt 1965 eine neue Verfassung, die das autoritäre Regierungssystem etwas liberalisierte. Gewerkschaften wurden zugelassen, ein neues Bürgerliches Gesetzbuch verabschiedet und eine Reihe weiterer vorsichtiger Liberalisierungsmaßnahmen in die Wege geleitet.
1966 wurde Julio César Méndez Montenegro als offiziell „dritter Regierungschef der Revolution“ (nach Juan José Arévalo und Jacobo Árbenz) zum Präsidenten gewählt, da er im Zeitraum 1954–1986 der einzige zivile Präsident Guatemalas war. Der frühere Hochschulprofessor setzte sich besonders für Bildungsreformen ein. Sein Ziel war eine „integrale und funktionale Demokratie“, in der allerdings weiter die Konservativen und das Militär die letzte Entscheidungsgewalt besaßen.
General Carlos Arana Osorio kam 1970 an die Macht. Er war ein Vertreter der rechtskonservativen MLN. Osorio verhängte angesichts verstärkter Guerillakämpfe den Ausnahmezustand über das Land und verstärkte die Verfolgung Oppositioneller. Dazu bediente er sich im stärkeren Umfang als seine Vorgänger nicht nur staatlicher Stellen, sondern auch rechtsgerichteter Milizen. Diese Strategie führte für einige Jahre zum Abflauen der Guerilla-Aktivität. Zuvor ermordete am 5. April die Gruppe FAR noch den deutschen Botschafter Karl Graf von Spreti. General Kjell Eugenio Laugerud García, der 1974 die Herrschaft übernahm, nachdem sich der konservative Präsidentschaftskandidat Rios Montt wegen zu offensichtlichen Wahlbetrugs zurückziehen musste, profitierte während seiner vierjährigen Amtszeit von der vergleichsweise geringen Guerillatätigkeit. Er erneuerte die Ansprüche Guatemalas auf Belize, das bis 1982 noch britische Kolonie war. Am 4. Februar 1976 wurde der Nordosten des Landes von einem schweren Erdbeben (7,5 auf der Richterskala) erschüttert. Fast 23.000 Menschen starben dadurch. Rund eine Million Guatemalteken verloren ihre Wohnungen. Ein Großteil von ihnen siedelte sich in der Hauptstadt und ihrer Umgebung neu an. Ab 1976 begann sich die Guerilla wieder neu zu formieren.
Unter General Fernando Romeo Lucas García (1978 bis 1982) flammte der Bürgerkrieg wieder auf. Unter anderem fiel seine Amtszeit 1980 die blutige Erstürmung der von Indianern besetzten spanischen Botschaft. Trotz seines militärisch harten Vorgehens setzte sich García auch für vorsichtige Reformen des autoritären Regimes ein, wurde aber schließlich durch einen von der CIA unterstützten Putsch des Generals Efraín Ríos Montt gestürzt. Ríos Montt wurde im Land meist einfach nur „der General“ genannt. Er setzte die Verfassung außer Kraft und löste das Parlament auf. Den Ausschreitungen während der Herrschaft dieses leidenschaftlichen Antikommunisten fielen allein zwischen März und Juli 1982 mehr als 10.000 Einwohner, darunter zahlreiche Indigene und Geistliche, zum Opfer. Der Präsident bestritt später, von den zahlreichen Massakern gewusst zu haben. Mehr als 100.000 Guatemalteken flohen nach Mexiko. Ríos Montt versuchte, Teile der Bevölkerung durch Arbeitsbeschaffungsprojekte und die kostengünstige Verteilung von Dünger für sich zu gewinnen. Er konvertierte vom Katholizismus zur baptistischen Konfession, was ihn zwar teilweise von den Katholiken des eigenen Landes entfremdete, ihm aber in den USA zusätzliche Sympathien einbrachte. Gegen den Widerstand des US-Kongresses ließ die Regierung Ronald Reagans ihm militärische Hilfslieferungen zukommen. Ríos Montt wurde bereits 1983 durch einen unblutigen Putsch gestürzt. Es war der vierte während seiner Amtszeit.
Óscar Humberto Mejía Víctores erlangte durch diesen Putsch die Macht. Der General und frühere Verteidigungsminister setzte die gewaltsame Verfolgung der Opposition und der Guerrilleros fort. Sein Staatsstreich wandte sich lediglich gegen den Evangelikalismus seines Vorgängers, der seinen Kampf gegen die Linken als heiligen Krieg gerechtfertigt hatte. Mejia betonte dagegen die konservativ-nationalen Traditionen Guatemalas und setzte sich auch für ältere Militärs ein, die sein Vorgänger durch eine jüngere Generation ersetzt hatte.

### Regierungen seit dem Jahr 1986
1986 erlangte Marco Vinicio Cerezo Arévalo durch eine weitgehend demokratische Wahl das Präsidentenamt. Cerezo stammte aus einer liberalen Familie und war ein Vertreter der Christdemokraten. Als erster Zivilist in diesem Amt seit 1966 setzte er sich erstmals für einen Dialog mit den linken Rebellen ein und berief einen nationalen Rat der Versöhnung. Da aber zugleich die Entführungen und Ermordungen weitergingen, scheiterten die Verhandlungen. Zudem führten massive Preiserhöhungen zu Generalstreiks, während die Regierung außerdem zwei Putschversuche durch Militärs abwehren musste. Cerezo garantierte, dass die Präsidentenwahl seines Nachfolgers frei und fair erfolgen sollte, sodass der Machtwechsel von 1991 der erste demokratisch legitimierte seit Jahrzehnten war.
Jorge Serrano Elías trat als Kandidat der Demokratischen Partei der Nationalen Zusammenarbeit zur Präsidentenwahl an und gewann mit 68 Prozent, obwohl seine Partei im Parlament nur über 18 der 116 Sitze verfügte. Neben der Anerkennung der Unabhängigkeit Belizes stellte er das Militär unter zivile Kontrolle. Außerdem gelang es ihm mit einer liberalen Wirtschaftspolitik, Inflation und Arbeitslosigkeit einzudämmen. Im Jahr 1993 zeigten sich allerdings auch wieder autoritäre Züge seiner Regierung, als er das Parlament und den Obersten Gerichtshof auflösen ließ mit der Begründung, damit gegen Korruption vorgehen zu wollen. Allerdings stieß dieser Verfassungsbruch auf heftigen Widerstand der Opposition und gesellschaftlicher Gruppen bis hinein in den Unternehmerverband. Als sich auch das Militär der Kritik anschloss, nahm Elías nach sieben Tagen seine Alleinherrschaftsversuche zurück. Dies reichte jedoch nicht, um die Kritiker zu besänftigen: Serrano trat zurück und ging am 2. Juni ins Exil nach Panama. Für einige Tage amtierte Gustavo Adolfo Espina Salguero, Serranos Vizepräsident, als Übergangspräsident, der dann aber die Macht an Ramiro de León Carpio abgeben musste.
Während seiner zweieinhalbjährigen Präsidentschaft erneuerte de Léon Carpio die Friedensgespräche mit den Rebellen der URNG, diesmal allerdings unter internationaler Beteiligung (UNO, OAS). Zugleich sicherte er die Entwaffnung der rechten Milizen der PAC, die für mehrere Massaker verantwortlich gemacht wurden, zu. Die Ermordung des Obersten Richters des Landes sowie ein weiteres Massaker bedrohten zwar den Friedensprozess, dennoch wurden 1994 freie Parlamentswahlen abgehalten, die erstmals von den Präsidentenwahlen getrennt waren. Ende 1995 folgte die Präsidentschaftswahl, aus der Álvaro Arzú Irigoyen, der Kandidat der konservativen PAN, knapp mit 51 Prozent der Stimmen als Sieger hervorging. Ihm gelang es, ein Friedensabkommen mit den linken Rebellen zu unterzeichnen, wie er es im Wahlkampf angekündigt hatte. Damit kam am 29. Dezember 1996 ein langwieriger Verhandlungsprozess zu einem Abschluss, der mit der Osloer Vereinbarung von 1990 begonnen hatte. Die URNG der Guerrilleros wurde als politische Partei zugelassen.

## 21. Jahrhundert
2000 gewann Alfonso Antonio Portillo Cabrera die Präsidentschaftswahlen als Kandidat der Republikanischen Front Guatemalas mit 68 %. Sein Wahlprogramm beinhaltete die Bekämpfung von Korruption und sozialen Missständen, er konnte jedoch während seiner Amtszeit kaum Erfolge erzielen. Laut Transparency International verschlechterte sich der Korruptionsindex Guatemalas weiter von 3.2 im Jahr 1999 auf 2.2 in 2004. Gegen Cabrera, der nach Verlust seiner politischen Immunität 2004 nach Mexiko floh, wurden Vorwürfe wegen Veruntreuung, Bestechlichkeit und Geldwäsche in Millionenhöhe laut, 2014 wurde er in den USA zu Gefängnis und Geldstrafen verurteilt, 2015 wurde er aus dem Gefängnis entlassen und kehrte nach Guatemala zurück.
Ende 2004 lief die Mission der Vereinten Nationen in Guatemala zur Überwachung der Friedensverträge aus.
2004 folgte Óscar Berger Perdomo auf Cabrera. Er gewann die Präsidentschaftswahlen mit 54 %, im ersten Wahlgang war auch der frühere Diktator Rios Montt angetreten. Perdomo war früher Bürgermeister der Hauptstadt und vertrat die konservative Nationale Allianz. Die Situation der Menschenrechte verschlechterte sich seit seinem Amtsantritt und die Anzahl der Landkonflikte erhöhte sich, sie wurden teilweise mit Gewalt (mehrere Tote, z. B. auf der Finca Nueva Linda) niedergeschlagen. Im Oktober 2005 wurde Guatemala von Ausläufern des Hurrikans Stan schwer getroffen. Sintflutartige Regenfälle verursachten Schlammlawinen, Erdrutsche und Überschwemmungen. Ganze Dörfer wurden verschüttet, die Infrastruktur schwer beschädigt. Mehr als 1.000 Menschen verloren ihr Leben. Die Kaffee-Ernte wurde stark beeinträchtigt, die Wirtschaft erlitt großen Schaden.
Bei den Wahlen 2007 verzichtete Perdomo auf eine Wiederwahl. In seiner Nachfolge kandidierte Álvaro Colom Caballeros für die Partei UNE bei der Präsidentschaftswahl am 9. September 2007. Er erhielt die zweitmeisten Stimmen (28,23 %) im ersten Wahlgang und stellte sich am 4. November Otto Pérez Molina in einer Stichwahl, die er mit fast 53 Prozent der Stimmen in der Stichwahl gewann. Er war der erste sozialdemokratische Präsident Guatemalas, trat 2012 aber nicht wieder an.
Mit Otto Pérez Molina begann 2012 eine Reihe konservativer Präsidenten (Jimmy Morales, Alejandro Giammattei), deren Amtszeiten von schweren Korruptionsskandalen begleitet waren. 2024 konnte diese Entwicklung durch die Wahl des progressiven Bernardo Arévalo zum Präsidenten unterbrochen werden. Arévalos Bemühungen finden sich jedoch kontinuierlicher Opposition durch Beamte im Staatsapparat gegenüber, insbesondere aus der Justiz (z. B. der Generalstaatsanwältin María Consuelo Porras).